# Farmington Hills
Farmington Hills est une ville située dans l’État américain du Michigan. Sa population est de 82 111 habitants. Elle est une banlieue de Détroit, dans le comté d'Oakland.
La ville accueille le Holocaust Memorial Center visité par plus de 2,5 millions de personnes depuis sa création.
L'objectif pédagogique de cet établissement est l'enseignement sur le Troisième Reich, la Shoah et les mouvements de résistance pendant la Seconde Guerre mondiale.

## Personnalités
- Elizabeth Berkley, née en 1972, actrice.